# 刘绍勇

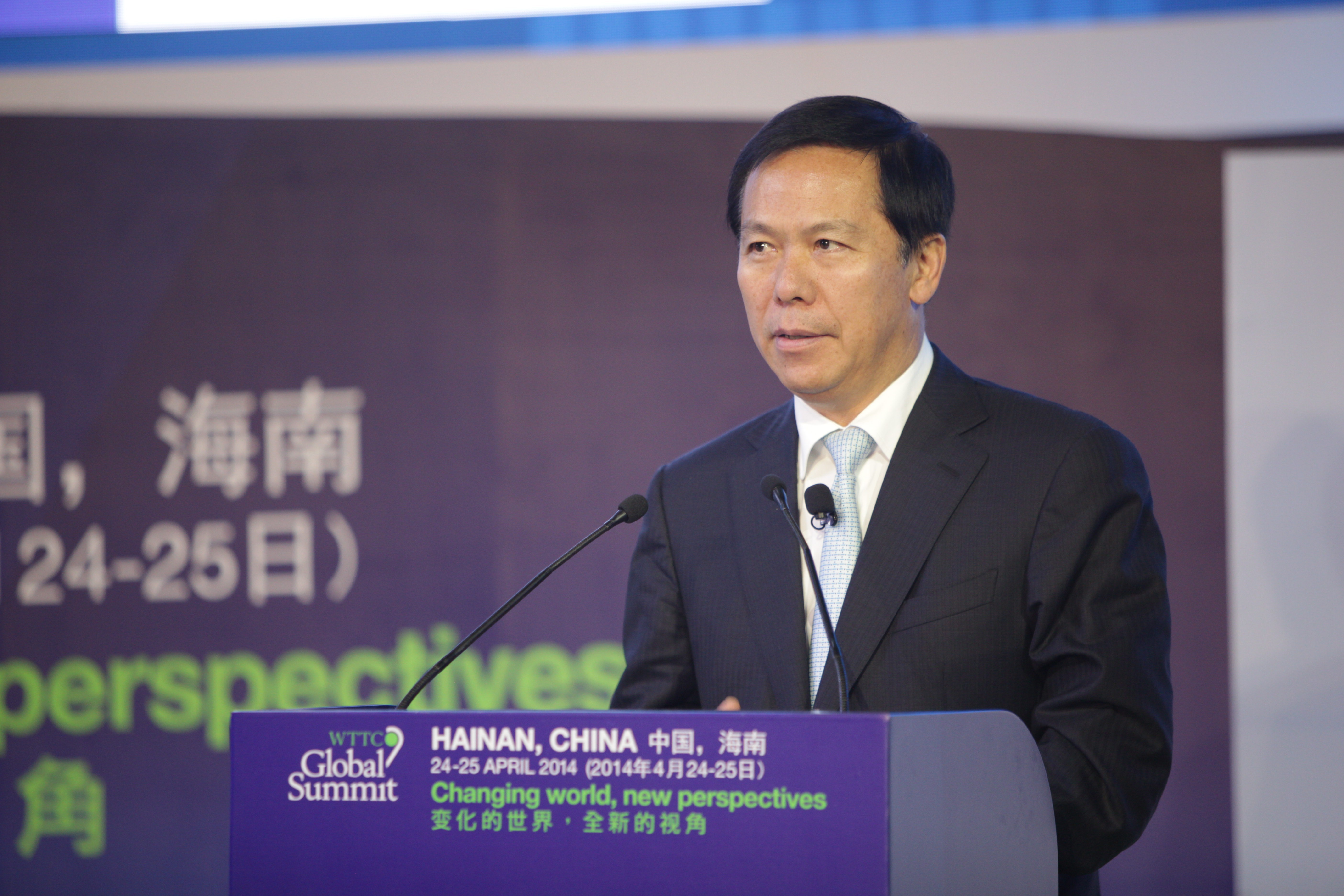
刘绍勇（摄于2014年4月）

刘绍勇（1958年11月—），男，汉族，河南罗山人。1977年4月加入中国共产党，1978年12月参加工作。中国人民解放军第十四航空学校毕业，1999年获天津财经学院（现天津财经大学）国际贸易研究生学历，清华大学高级管理人员工商管理硕士（EMBA），中华人民共和国特级飞行员。

## 生平
早年为中国民航第二飞行总队飞行员。历任中国通用航空公司太原公司中队长、副大队长、大队长；1995年，刘绍勇担任中国通用航空公司副总经理、东方航空山西分公司总经理、中国民航山西省管理局副局长、中国民航总局飞行标准司司长。
2000年12月，任中国东方航空总经理。2002年10月，任中国民用航空总局副局长。
2004年8月，刘绍勇任中国南方航空集团公司总经理，后于同年11月，兼任中国南方航空董事长职务，刘绍勇到任时南航集团旗下南方航空正陷入委托理财和高管腐败丑闻，经其主政两年后南方航空实现扭亏为盈，并将南方航空发展壮大。
2008年，东方航空受金融危机和其自身经济问题影响，年度亏损近140亿元、资产负债率达到115%，12月12日，刘绍勇由南航集团总经理转任中国东方航空集团公司总经理和东航股份的候任董事长，2009年，在政府注资、定向融资增发等条件下，东方航空得以扭亏为盈、大幅缩减了资产负债率，2010年6月21日，刘绍勇成功促成东方航空加入天合联盟，至2018年东方航空的资产负债率已经低于75%，净资产600多亿，而刘绍勇接手东航时，该公司的负资产是110亿。
2016年12月，中航东航南航齐建集团董事会，刘绍勇任中国东方航空集团公司董事长、中国东方航空集团公司党组书记、中国东方航空董事长。
2008年，当选第十一届全国人民代表大会上海地区代表。此外，刘绍勇在南航和东航担任董事长期间均曾亲自驾驶飞机，其本人也持有空中客车A350的驾驶执照。
2022年7月22日，东航集团召开会议宣布董事长刘绍勇退职（不退休），暂由东航总经理李养民全面主持东航工作。
2025年6月28日，据中央纪委国家监委网站通报，刘绍勇涉嫌严重违纪违法，接受中央纪委国家监委纪律审查和监察调查。

## 荣誉
2009年获得由中国中央电视台颁发的“2008CCTV中国经济年度人物”奖。